# Episodi di Detective Extralarge (prima stagione)
La prima stagione della serie televisiva Detective Extralarge, composta da 6 episodi, è stata trasmessa in prima visione su Rai 2 dal 12 novembre al 17 novembre 1991.
| n° | Titolo italiano  | Prima TV         |
| -- | ---------------- | ---------------- |
| 1  | Bianco e nero    | 12 novembre 1991 |
| 2  | Cannonball       | 19 novembre 1991 |
| 3  | Magia nera       | 26 novembre 1991 |
| 4  | Yo-Yo            | 3 dicembre 1991  |
| 5  | Miami Killer     | 10 dicembre 1991 |
| 6  | Bersaglio mobile | 17 dicembre 1991 |

## Bianco e Nero
- Diretto da: Enzo G. Castellari
- Scritto da: Alessandro Moretti, Giuseppe Pedersoli e Marco Barboni
- Interpreti: Bud Spencer (Jack Costello), Philip Michael Thomas (Jean-Philippe Yannick Dumas), Friedrich Von Thun (Senatore Pillinger), Lou Bedford (Sam Bosley), Vivian Ruiz (Maria Martinez), Jackie Davis (Harry), Georgie Cranford (Little Tyson), Lela Rochon (Wendy)
- Trama:

## Cannonball
- Diretto da: Enzo G. Castellari
- Scritto da: Alessandro Moretti, Giuseppe Pedersoli e Marco Barboni
- Interpreti: Bud Spencer (Jack Costello), Philip Michael Thomas (Jean-Philippe Yannick Dumas), Lou Bedford (Sam Bosley), Vivian Ruiz (Maria Martinez), Jackie Davis (Harry), Georgie Cranford (Little Tyson), Stephen Lankau (Cannon Ball), Barry Schreiber (Gavin), Matthias Habich (Dr. Shuby), Giannina Facio (segretaria), Fritz Dominique (Long John), Erik Estrada (Gonzalez), Avery Sommers (madre di Long John), Nancy Duerr (Winnie Vance), Michael Forest (coach Owen)
- Trama:

## Magia nera
- Diretto da: Enzo G. Castellari
- Scritto da: Alessandro Moretti, Giuseppe Pedersoli e Marco Barboni
- Interpreti: Bud Spencer (Jack Costello), Philip Michael Thomas (Jean-Philippe Yannick Dumas), Lou Bedford (Sam Bosley), Vivian Ruiz (Maria Martinez), Jackie Davis (Harry), Georgie Cranford (Little Tyson), Helmut Griem (Coleman), Dionne Warwick (Mama Limbo), Amy Russ (Sally), Sandra Itzin (Kathy), Victoria Bass (Laureen), Frank Zagarino (Zorac), Lara Steinick (Elizabeth)
- Trama:

## Yo-Yo
- Diretto da: Enzo G. Castellari
- Scritto da: Alessandro Moretti, Giuseppe Pedersoli e Marco Barboni
- Interpreti: Bud Spencer (Jack Costello), Philip Michael Thomas (Jean-Philippe Yannick Dumas), Lou Bedford (Sam Bosley), Vivian Ruiz (Maria Martinez), Jackie Davis (Harry), Nancy Duerr (Winnie Vance), Andrew Stevens (Burt), Anthony Finazzo (Yo Yo), Lou Ferrigno (Goodwin), Don Trautner (Groggy)
- Trama:

## Miami killer
- Diretto da: Enzo G. Castellari
- Scritto da: Lorenzo De Luca, Alessandro Moretti, Giuseppe Pedersoli e Marco Barboni
- Interpreti: Bud Spencer (Jack Costello), Philip Michael Thomas (Jean-Philippe Yannick Dumas), Lou Bedford (Sam Bosley), Vivian Ruiz (Maria Martinez), Jackie Davis (Harry), Nancy Duerr (Winnie Vance), Christopher Atkins (Blake), Vadim Glowna (Silveth), Brooke Becker (moglie di Blake), Raffaele Mottola (Brophy), Priscilla Behne (Elsie), Christopher Behne (Mickey)
- Trama:

## Bersaglio mobile
- Diretto da: Enzo G. Castellari
- Scritto da: Alessandro Moretti, Giuseppe Pedersoli e Marco Barboni
- Interpreti: Bud Spencer (Jack Costello), Philip Michael Thomas (Jean-Philippe Yannick Dumas), Lou Bedford (Sam Bosley), Vivian Ruiz (Maria Martinez), Jackie Davis (Harry), Georgie Cranford (Little Tyson), Ursula Karven (Hella), Rand McClain (Hailm), Juan Fernandez (Rashid), Walter Zukovski (De Bois), Glenn Maska (Ryan)
- Trama: